# Ara-dong
Ara-dong (koreanska: 아라동) är en stadsdel i staden Jeju i provinsen Jeju i den södra delen av Sydkorea, 500 km söder om huvudstaden Seoul. Ara-dong ligger på norra delen av ön Jeju. Den södra delen av Ara-dong är landsbygd med templet Gwaneumsa och en del av berget Halla-san. 